# دیوید باردن
دیوید باردن (انگلیسی: David Burden؛ زادهٔ ۱۴ ژوئیهٔ ۱۹۴۳) فرد نظامی اهل بریتانیا است. وی برندهٔ جوایزی همچون نشان حمام، نشان سلطنتی ویکتوریایی و نشان امپراتوری بریتانیا شده‌است.
او افسر سابق ارتش بریتانیا است که از سال ۱۹۹۷ تا ۱۹۹۹ به عنوان وزیر دفاع بریتانیا و رئیس کل کلیسای وست‌مینستر خدمت کرده است.